# Пён Чхон Са
Пён Чхон Са (кор. 변천사), род. 23 ноября 1987, род. в Сеуле) — южнокорейская шорт-трекистка, Олимпийская чемпионка 2006 года, 5-тикратная чемпионка мира.

## Биография
Пён Чхон Са родилась в 1987 году в Сеуле. Её мать Кан Мён Джа поставила дочку на коньки в возрасте 5-ти лет и даже получила лицензию тренера. Мён Джа называла дочку "Ангел", потому что она не могла иметь ребенка даже после того, как приняла все лекарства, которые, по ее словам, были хорошими, но ребенок чудесным образом появился за месяц до смерти матери Кан Мён Джа. Она обучалась в начальной школе Лира, которая была колыбелью национальных конькобежцев, там Пён не было равных по разным наградам в соревнованиях. 
В 14 лет она стала членом юниорской сборной Кореи, и в 2003 году она стала чемпионкой в многоборье на чемпионате мира среди юниоров в Будапеште, выиграв золото на всех дистанциях, включая эстафету. Во время учебы в средней школе Синмок она была выбрана в национальную сборную. На чемпионате мира в Гётеборге в 2004 году выиграла серебряную медаль в беге на 1000 метров, выиграла в суперфинале на 3000 м и заняла третье место в общем зачете, а следом выиграла золото с командой в эстафете. 
В марте 2004 года на командном чемпионате мира в Санкт-Петербурге помогла команде завоевать золотую медаль. В сентябре 2005 года на Кубке мира в Ханчжоу Пён заняла третье место в беге на 1500 метров, а октябре в Сеуле второе на дистанции 1000 м и первое на 3000 метров. В ноябре продолжила завоёвывать третьи места на этапах в Гааге в беге на 1000 и 1500 метров и в Бормио на 3000 метров. В феврале 2006 года на олимпийских играх в Турине стала обладательницей золотой медали в эстафете. 
В марте 2006 года на командном чемпионате мира в Монреаль 2006 вновь выиграла золотую медаль. В сезоне 2006/07 годов на Кубке мира она была на подиумах на всех этапах, начиная с Чанчуня, где заняла третьи места в беге на 1000 и 1500 метров, в Сагенее 2-е место на 1000 метров и 3-е на 1500 метров, затем в Монреале 1-е место на 1000 и 3-е на 1500 метров и в феврале 2007 года на этапе в Будапеште заняла два 2-х места на дистанциях 1000 и 1500 метров.
В том же феврале на зимних Азиатских играх в Чанчуне завоевала золотую и бронзовую медали чемпионата мира, а в марте на чемпионате мира в Милане повторила результат, выиграв золотую медаль в эстафете и бронзовую в беге на 500 метров. Ещё через неделю на чемпионате мира среди команд в Будапеште выиграла золото. Она является первым человеком, разоблачившим фракционные битвы Федерации конькобежного спорта Кореи, о которых ходили слухи для внешнего мира.
В 2011 году завершила карьеру и стала тренировать детей, но вскоре уехала в Соединенные Штаты, чтобы учиться за границей и изучать английский язык. По возвращении она увидела возможность возглавить шорт-трек. “Я хотела поддержать Зимние игры, которые должны были состояться в нашей стране”, - сказала Пён. “Поэтому я решила подать заявление на эту должность”. В 2016 году получила награду за заслуги в области физического воспитания "Лучший синий дракон" высшего класса. 
На Кубке мира, который проводился в 2017 году в качестве тестового, часто возникали конфликты с персоналом каждой группы. Она являлась менеджером мероприятия, и получала негативную реакцию из-за таких проблем, как принудительное обращение с сотрудниками каждой организации с целью волонтерства и диспетчеризации. В 2018 году она работала в качестве спортивного администраторов в Комитете Пхенчхана по зимним Олимпийским и Паралимпийским играм 2018 года , а также факелоносцем во время церемонии открытия зимних Олимпийских игр в Пхенчхане. В 2019 году стала судьёй по кёрлингу.